# Sergueï Korsakov
Pour les articles homonymes, voir Korsakov.
Sergueï Sergueïevitch Korsakov (en russe : Сергей Сергеевич Корсаков, graphie ancienne Korsakoff), né le 22 janvier 1854 (3 février dans le calendrier grégorien) à Gous-Khroustalny et mort le 1er mai 1900 (14 mai dans le calendrier grégorien) à Moscou, est un neuropsychiatre russe. C'est l'un des neuropsychiatres les plus reconnus du XIXe siècle, ayant publié de nombreux ouvrages sur la neuropathologie, la psychiatrie et la criminalistique. Le Journal nevropatologii i psikhiatrii imeni Korsakova (russe : Журнал невропатологии и психиатрии имени Корсакова, « Revue de neuropathologie et de psychiatrie Korsakoff » ) a été dénommé en son honneur.
En marge de ses études sur la psychose alcoolique, dite syndrome de Korsakoff, l'ayant mené notamment à reconnaître plusieurs cas de polyneuropathie alcoolique, Korsakov développe le concept de paranoïa. Il a été un élément clé dans la fondation de la Société des neuropathologistes et psychiatres de Moscou (en).

## Biographie
Diplômé en médecine de l'université de Moscou en 1875, il fait son internat à l'hôpital psychiatrique Preobrajenski (russe : Преображенский) à Moscou. De 1876 à 1879, il fait des études cliniques sur les maladies nerveuses sous la direction d'Alexis Kojevnikov, en faisant son internat à la clinique Novoekaterinski. En 1881, Il devient l'administrateur de la clinique privée pour aliénés Bekker. À cette époque, il a pour patient l'industriel Abram Morozov.  En 1886, il est cofondateur du premier laboratoire de psychologie expérimentale à l’Université de Moscou.  Sa thèse, Paralysie alcoolique, lui vaut son doctorat en 1887.
Le 1er novembre 1887, il ouvre au couvent de jeunes filles de Moscou la nouvelle clinique psychiatrique Kojevnikova. À l'automne 1888, il devient chargé de cours de psychiatrie à la faculté de médecine.  En 1889, il fait de nombreuses publications en russe, allemand et français au sujet de la psychose polynévritique.  En 1890, il fonde la Société des neuropathologistes et psychiatres de Moscou.  En 1892, il devient directeur de la nouvelle clinique psychiatrique universitaire à l'Université de Moscou, où il est également professeur extraordinaire. À cette époque, il visite Vienne, où il suit les enseignements de Theodor Meynert. En 1895, il fonde le Journal de Médecine sociale. En 1897, au Congrès International de médecine à Moscou organisé par Korsakov, il décrit la désorganisation caractéristique de la mémoire qui dès lors portera son nom, le syndrome de Korsakoff. Il est reconnu ordinarius en neurologie à partir de 1899. 
En 1900, il meurt à Moscou d'une crise cardiaque à l'âge de 46 ans.